# Baker Stadium
Le Baker Stadium, également connu sous le nom de Peyton Field at Baker Stadium, est un stade omnisports américain situé à Tacoma, dans la banlieue sud-ouest de Seattle, dans l'État de Washington.
Le stade, doté de 3 500 places, sert d'enceinte à domicile pour l'équipe universitaire de l'Université de Puget Sound (pour le football américain, le soccer, la crosse, l'athlétisme et le cross-country).

## Histoire
Le stade est construit en 1964 avec un apport financier important (80 000 $) de l'homme d'affaires et ancien étudiant de l'Université de Puget Sound John S. Baker, dont le stade porte le nom. Autour du terrain figure une piste d'athlétisme de 400 mètres de long.
Le terrain est, quant à lui nommé d'après l'ancien étudiant et ancien entraîneur de l'équipe sportive de l'université Joe Peyton depuis le 29 avril 2003.
Le stade dispose de 3000 places assises et de 500 places debout.
En 2010 est installé un nouveau tableau d'affichage.